# 대한민국 헌법 제34조
대한민국 헌법 제34조는 인간답게 살 권리, 여성 우대 등을 규정하는 대한민국 헌법의 조항이다.

## 본문
① 모든 국민은 인간다운 생활을 할 권리를 가진다.

② 국가는 사회보장·사회복지의 증진에 노력할 의무를 진다.

③ 국가는 여자의 복지와 권익의 향상을 위하여 노력하여야 한다.

④ 국가는 노인과 청소년의 복지향상을 위한 정책을 실시할 의무를 진다.

⑤ 신체장애자 및 질병·노령 기타의 사유로 생활능력이 없는 국민은 법률이 정하는 바에 의하여 국가의 보호를 받는다.

⑥ 국가는 재해를 예방하고 그 위험으로부터 국민을 보호하기 위하여 노력하여야 한다. 

## 내용
- 인간다운 생활을 할 권리
- 사회보장과 사회복지의 증진에 노력할 의무
- 최저 생활의 보장
- 여성 우대

## 판례
- 보건복지부장관이 2002년도 최저생계비를 고시함에 있어서 장애인가구의 추가지출비 용을 반영한 최저생계비를 별도로 정하지 아니한 채 가구별 인원수를 기준으로 한 최저생계비만을 결정·공표함으로써 장애인가구의 추가지출비용이 반영되지 않은 최저 생계비에 따라 장애인가구의 생계급여 액수가 결정되었다 하더라도 그 생계급여액수는 최저생계비와 동일한 액수로 결정되는 것이 아니라 최저생계비에서 개별가구의 소득평 가액 등을 공제한 차액으로 지급되기 때문에 장애인가구와 비장애인가구에게 지급되는 생계급여까지 동일한 액수가 되는 것은 아니라는 ... 점을 고려할 때, 국가가 생활능력 없는 장애인의 인간다운 생활을 보장하기 위한 조치를 취함에 있어서 국가가 실현해야 할 객관적 내용의 최소한도의 보장에도 이르지 못하였다거나 헌법상 용인될 수 있는 재량의 범위를 명백히 일탈하였다고는 보기 어렵고, ... 생활능력 없는 장애인가구 구성원의 인간의 존엄과 가치 및 행복추구권, 인간다운 생활을 할 권리, 평등권을 침해하였다고 할 수 없다.[1]

- 국가의 사회복지･사회보장증진의 의무는 국가에게 물질적 궁핍이나 각종 재난으로부터 국민을 보호할 대책을 세울 의무를 부과함으로써 결국 인간다운 생활을 할 권리의 실현을 위한 수단적인 성격을 갖는다.[2]

- 연금보험료를 낸 기간이 그 연금보험료를 낸 기간과 연금보험료를 내지 아니한 기간을 합산한 기간의 3분의 2보다 짧은 경우에 유족연금 지급을 제한하는 규정은 유족의 인간다운 생활을 할 권리를 침해하는 것은 아니다.[3]

- 인간다운 생활을 할 권리는 입법부와 행정부에 대하여 국민소득, 국가의 재정능력과 정책 등을 고려하여 가능한 범위 안에서 최대한으로 모든 국민이 물질적인 최저생활을 넘어서 인간의 존엄성에 맞는 건강하고 문화적인 생활을 누릴 수 있도록 하여야 한다는 행위규범으로 작용한다.[4]

- ｢산업재해보상보험법｣과 ｢근로기준법 시행령｣에서 근로자의 평균임금을 산정할 수 없는 경우에 노동부장관으로 하여금 평균임금을 정하여 고시하도록 규정하고 있음에도 노동부장관이 그 취지에 따른 행정입법을 하지 않는 것은, 헌법적 의무를 위반하여 ｢산업재해보상보험법｣상 유족급여 및 장의비 수급권자들의 인간다운 생활을 할 권리를 침해한 것이다.[5]

## 같이 보기
- 대한민국 헌법 제2장